# 1940
Évszázadok: 19. század – 20. század – 21. század
Évtizedek: 1890-es évek – 1900-as évek – 1910-es évek – 1920-as évek – 1930-as évek – 1940-es évek – 1950-es évek – 1960-as évek – 1970-es évek – 1980-as évek – 1990-es évek
Évek: 1935 – 1936 – 1937 – 1938 –  1939 – 1940 – 1941 – 1942 – 1943 – 1944 – 1945

## Események
a második világháború első teljes éve

### Január
- január 23. – Galeazzo Ciano olasz külügyminiszter és Ante Pavelić usztasa vezető titkos egyezménye a leendő olasz–horvát vám-, pénz- és perszonálunióról.[1]
- január 30. – Németország soha semmilyen körülmények között nem kapitulál – jelenti be Hitler a nemzeti szocialista győzelem hetedik évfordulója ünnepségén, ahol élesen támadja a nyugati demokráciákat.[2]

### Február
- február 8. – Chamberlain bejelenti, hogy a szövetségesek növelik a Finnországnak nyújtott katonai segítséget
- február 15. – Bulgáriában lemond a Kosszeivanov-kormány, Filov alakít kormányt
- február 16. – Magyarországon a valaha mért legalacsonyabb hőmérsékletet mérik (–35 °C-ot).[3]
- február 18. – Elfoglalják a szovjet csapatok az első finn védelmi vonalat

### Március
- március 5. – A ÖK(b)P Központi Bizottságának Politikai Bizottsága döntést hoz a  Szovjetunió területén lévő hadifogolytáborokban raboskodó lengyel (részben tartalékos) tisztek és főtisztek kivégzéséről.
- március 12. – Békekötéssel ér véget a finn-orosz háború.[4]
- március 13. – Megalakul a Karél-Finn SZSZK.
- március 20. – Franciaországban megbukik az Édouard Daladier vezette kormány, Paul Reynaud alakít kormányt
- március 28. – Franciaország miniszterelnöke Reynaud a brit kormánnyal tárgyal Londonban, a politikai és katonai szövetség tárgykörében

### Április
- április 3. – Angliában Winston Churchillt teljes jogkörrel háborús csúcsminiszterré nevezik ki.
- április 6. – Anglia és Franciaország éles hangú jegyzékben tiltakozik a Németországba megindult erőteljes svéd és norvég nyersanyag-szállítás ellen, egyben Anglia bejelenti a norvég felségvizeken elrendelt brit aknazár létesítését.
- április 9. – Német csapatok hét hadosztállyal, tengeri és légierővel lerohanják és elfoglalják Dániát és Norvégiát.[4]
- április 14–19. – A szövetséges erők partra szálnak Narviknál, Namsosnál és Andalesnél.
- április 15. – A Szlovák Köztársaságban törvényt hoznak a zsidó tulajdon „árjásításáról” és ezzel kezdetét veszi az ún. arizálás, melynek célja a szlovákiai zsidóság gazdasági tönkretétele.
- április 18. – A dunai hajóforgalom zavartalan biztosítására Magyarország, Jugoszlávia, Románia, Bulgária egyezséget ír alá.
- április 23. – A német hadsereg megállítja a norvégiai Namsosnál előretörő brit hadsereget.
- április 26.
  - Horthy István házasságot köt gróf Edelsheim-Gyulai Ilonával. (A házasságból egy fiú, István születik.)[5]
  - A szlovák parlament 113. számú törvénye alapján 229 zsidó tulajdonban lévő üzemet felszámolnak, 50 vállalatot pedig nem zsidó tulajdonosnak juttatnak.[6]
- április 30. – Norvégiában a két irányból Oslo és Trondheim felől előrenyomuló német erők egyesíteni tudják egységeiket, a brit csapatok visszaszorulnak.

### Május
- május 10.
  - Németország lerohanja a Benelux államokat,[7]</ref>
  - Angliában megbukik a Chamberlain-kormány, az új miniszterelnök Winston Churchill.[8]
- május 14. – A németek elfoglalják Rotterdamot.
- május 15. – A veszteségek után a holland hadsereg leteszi a fegyvert, a holland királyi család és a holland kormány Angliába menekül.
- május 17. – A német csapatok bevonulnak Brüsszelbe.
- május 19. – Felmentik Maurice Gamelin tábornokot a francia Legfelsőbb Haditanács elnöki és a hadsereg főparancsnoki tisztéből, helyét Maxime Weygand tábornok veszi át.[9]
- május 20. – Elkezdődik az auschwitzi koncentrációs tábor építése.[10]
- május 21. – A németek elvágják Franciaországtól a Belgiumban harcoló szövetséges erőket Abbeville térségében.
- május 24. – Hitler a Dunkerque-i csata során leállítja a sikeres támadást. (Máig a német vezér egyik legvitatottabb döntése.)
- május 25. – A civilizáció kriptája nevű időkapszula lezárásának napja.
- május 27.
  - Megkötik a német–román kereskedelmi szerződést.[11]
  - Megkezdődik az angol expedíciós erők és a francia csapatok evakuálása Dunkerque térségéből Angliába. (Közel 330 000 brit katonát menekítenek ki a Dinamó hadművelet során.)
- május 28. – Németország elfoglalja Belgiumot.[12] III. Lipót belga király feltétel nélkül kapitulál, a Párizsba menekült Pierlot-kormány rádiónyilatkozatában élénken tiltakozik a király döntése ellen.
- május 29. – Francia és brit expedíciós hadsereg elfoglalja és ellenőrzése alá vonja a norvégiai Narvik kikötőjét.

### Június
- június 3. – Romániában lemond a francia és brit szimpatizáns Gafencu külügyminiszter, helyette a német orientáltságú Ion Gigurtu kerül, akit a Vasgárda is támogat.
- június 5. – Új német offenzíva Franciaországban.[12]
- június 10.
  - Olaszország hadat üzen Franciaországnak és Nagy-Britanniának.[13]
  - A norvégiai Narvik kikötőjénél a brit erőket körülzárják, az egységeket tengeri úton kezdik kivonni a térségből.
- június 13. – A brit hadsereg lezárja a Szuezi-csatornát.
- június 14.
  - Párizst elfoglalják a németek.[12]
  - Spanyol csapatok megszállják a nemzetközi igazgatás alatt álló Tangert.
- június 15. – Szovjet hadsereg elfoglalja és megszállja Litvániát.
- június 16. – Paul Reynaud, a francia kormány miniszterelnöke lemond, helyét Henri Philippe Pétain marsall veszi át, aki nyomban kezdeményezi a béketárgyalásokat a német támadóerők vezetésével.[14][15]
- június 17. – A magyar kormány a Ház nevében üdvözlő táviratot küld Hermann Göringnek a nyugati hadszíntéren elért német győzelmet éltetve. (A távirat hosszú időre meghatározza Magyarország európai megítélését.)
- június 18. – Charles de Gaulle Londonban megalakítja a Francia Nemzeti Ellenállási Bizottságot. (Beszédében a harc és az ellenállás folytatására szólított fel.)[16]
- június 20. – A megszálló németek palmiryi vérengzés során a lengyel politikai, kulturális és társadalmi elit 358 tagját gyilkolják meg két nap leforgása alatt a Palmiry melletti erdőben.
- június 22. – Franciaország aláírja a német–francia fegyverszüneti egyezményt[16] a compiegne-i erdőben (Rethondes). (Ezzel az ország hivatalosan is két területi egységre szakad, szabad és megszállt zónára.)[15]
- június 24.
  - Anglia Japán követelésére lezárja a burmai utat, mely a kínai csapatok utánpótlását biztosította.
  - Rómában aláírják a francia–olasz fegyverszüneti szerződést.
- június 25.
  - A jugoszláv–szovjet diplomáciai kapcsolatok felvétele.
  - A szövetséges erők kivonják utolsó partra szállt egységeiket is Narvik térségéből.
  - Pétain marsall a franciákhoz intézett üzenetében bejelenti az új rend létrejöttét, amelyben minden franciának egyenlő lehetőséget adnak, hogy bizonyítsa elkötelezettségét az új Franciaország, a Francia Állam megteremtése iránt.[16]
- június 26.
  - A Szovjetunióban a forradalmi naptárról visszaállnak a Gergely-naptár használatára.
  - A szovjet kormány ultimátumban követeli Romániától Besszarábia és Észak-Bukovina átengedését.[17] (Ez 49 800 km²-t és 3,7 millió lakost jelentett.)
- június 28. – Románia a határozott orosz, német és olasz nyomásra átadja Besszarábiát és Észak-Bukovinát a Szovjetúniónak a Sztálin-Hitler paktumban foglaltak szerint.[18]

### Július
- július 1.
  - A francia Pétain-kormány Párizsból Vichybe teszi át székhelyét (Vichy-kormány). Ezzel megindul a francia történelem egyik sokat vitatott időszaka, a „Vichy-korszak” (1940–1944).
  - Románia felmondja a határait védő angol–francia garanciákat.[18]
  - Olaszországban Rodolfo Grazianit nevezik ki Líbia kormányzójának, és az észak-afrikai olasz haderő parancsnokának, a két nappal korábban légi-csatában elhunyt Balbo marsall helyett.
- július 4. – Romániában – a Vasgárda részvételével – megalakul a Gigurtu-kormány.[18]
- július 5. – Észak-Afrikában, az olasz hadsereg elfoglalja a szudáni Cassalat, és Galabat városokat.
- július 9. – Londonban az 1939. április 16-án megalakult csehszlovák nemzeti bizottság ideiglenes államapparátus létrehozásáról dönt. (A döntés részeként elnöki hivatalt, kormányt és államtanácsot alakítanak. Edvard Beneš elnök az első londoni csehszlovák kormány élére Jan Šrámekot nevezi ki.)
- július 10. – Münchenben megbeszélés folytat a magyar miniszterelnök, az olasz, és német külügyminiszterrel, valamint Hitlerrel, a magyar területek visszacsatolásának tárgyában[19]
- július 11.
  - Románia kilép a Népszövetségből.[18]
  - Az újonnan létrejött Francia Állam elnöke a 84 éves Henri Pétain marsall.[15]
- július 12. – Magyarországon kihirdetik a nyolcosztályos népiskola bevezetését.[20]
- július 16. – Hitler bejelenti a „Seelöwe” (Oroszlánfóka) hadműveletet, amely a német partraszállás terve Anglia ellen – nem valósult meg
- július 26–28. – Németország Salzburgban egyezséget köt Magyarországgal, Romániával, Szlovákiával és Bulgáriával.[18]

### Augusztus
- augusztus 1.
  - „Seelöwe” (Oroszlánfóka) hadművelet előkészítéseként a német légierő megkezdi Anglia módszeres bombázását.
  - Német katolikus egyházi vezetők hivatalosan először tiltakoznak a birodalmi kormánynál az eutanázia ellen.[21]
- augusztus 2. – A Vörös Hadsereg elfoglalja Besszarábiát, létrejön a Moldáv SZSZK.
- augusztus 3–6. – A korábban aláírt Molotov–Ribbentrop-paktum értelmében, egy erősen befolyásolt választást követően a Szovjetunióhoz csatlakozik a három Balti állam.
- augusztus 7. – Winston Churchill és Charles de Gaulle egyezményt ír alá francia fegyveres erők szervezésére Angliában[22]
- augusztus 8.
  - Német–román gazdasági megállapodás, melyben az egész román mezőgazdasági termésfölösleget lekötik Németország számára.
  - Romániában törvényerejű rendelet korlátozza a zsidók jogait.[18]
- augusztus 16–24. – A Turnu Severin-i román–magyar területrendezési tárgyalások eredménytelenül zárulnak.[23]
- augusztus 20. – Kína támadást indít a Mandzsúriát megszálló japánok ellen.
- augusztus 21. – Mexikóban meghal Trockij, aki ellen Ramón Mercader, az NKVD ügynöke követett el gyilkossági kísérletet az előző napon.[24][25]
- augusztus 29. – Az Egyesült Államokban bevezetik az általános hadkötelezettséget.
- augusztus 29–30. – A román koronatanács elfogadja, hogy Németország és Olaszország döntőbíróként oldja meg az Erdély jövőjéről folyó magyar–román vitát.[23]
- augusztus 30. – Bécsben a Berlin–Róma-tengely külügyminiszterei kihirdetik döntésüket, mely szerint Észak-Erdély – mintegy 43 000 km²-rel és 2,67 millió lakossal – visszakerül Magyarországhoz.[23]
- augusztus 31. – Konstantin von Neurath és Karl Hermann Frank, a Cseh–Morva Protektorátus birodalmi protektora és államtitkára átadják Hitlernek a cseh nemzet elnémetesítésének tervét.[6]

### Szeptember

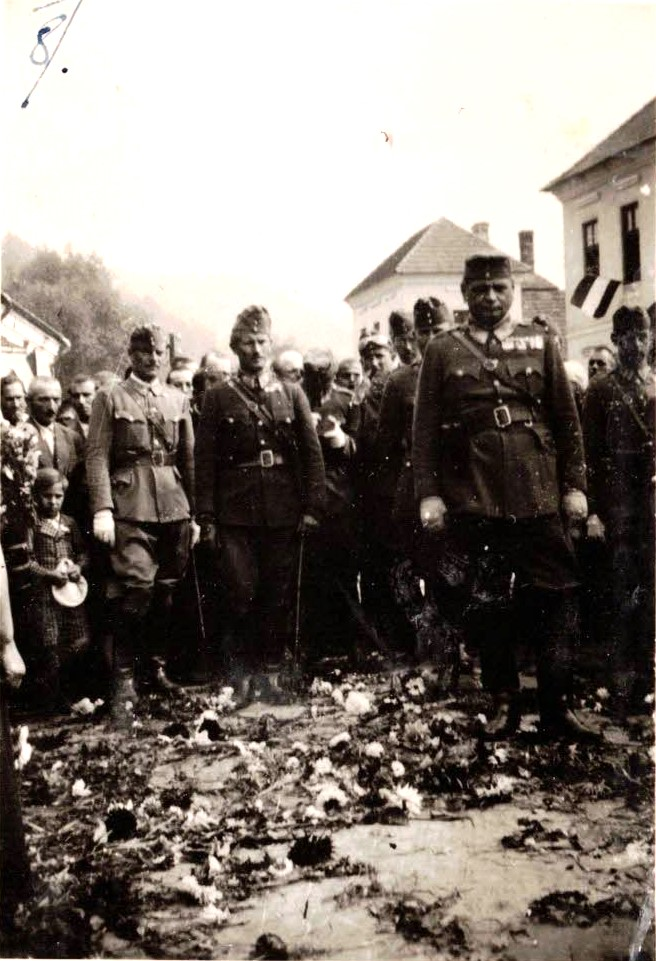
Az észak-erdélyi Nagyilondán 1940 őszén ünnepélyesen fogadják a bevonuló magyar hadsereget

- szeptember 4. – Miután Ion Gigurtu lemond kormányfői posztjáról, II. Károly román király Ion Antonescu tábornokot nevezi ki miniszterelnöknek.[17]
- szeptember 5.
  - Királyi dekrétum teljhatalmat ad Ion Antonescu kormányfőnek, felfüggeszti az 1938-as alkotmányt és feloszlatja a rendi parlamentet. (II. Károly a hadsereg főparancsnokságát megtartotta magának, és megmaradt a joga, hogy az Antonescunak adott megbízást visszavonhassa, ha akarja.)[17]
  - Az Új köztemető lengyel parcellájában megszentelik az első 17 lengyel sírt. Az ünnepségen részt vesz a később mártírhalált halt embermentő, Henryk Sławik, és az első budapesti lengyel plébános, Wincenty Danek atya is.
- szeptember 5–13. – A második bécsi döntés értelmében magyar csapatok megszállják Észak-Erdélyt.[26]
- szeptember 6. – Ion Antonescu kormányfő lemondatja fia, Mihály javára II. Károly román királyt, aki másnap – Jugoszlávián keresztül – Svájcba távozik.[17]
- szeptember 7.
  - II. Károly román király elhagyja az országot.[27]
  - Románia és Bulgária megállapodik Dél-Dobrudzsa, az 1913-ban megszerzett bolgár terület visszaadásáról.[27]
  - Megindult a német légiflotta támadása Anglia ellen. Egyedül Londont 65 egymást követő éjszaka bombázzák.
- szeptember 8. – A magyar hadsereg megkezdi a bevonulást Erdélybe. (A lakosság az egyes érintett helyiségekben rendezett ünnepélyeken fogadja a magyar honvédeket.)
- szeptember 10. – Horthy kormányzó levele Hitlerhez, amelyben köszönetet mond a második bécsi döntésért.[5]
- szeptember 11.
  - Bevonul Kolozsvárra a magyar hadsereg.[28]
  - Csehszlovákia és Lengyelország emigráns kormányai közös nyilatkozatban jelzik, hogy a világháború után konföderatív közösséget kívánnak létrehozni.[6]
- szeptember 12. – Horthy Miklós Kárpátalja kormányzói biztosává nevezte ki Kozma Miklóst.
- szeptember 13. – Megindul az olasz támadás Egyiptom irányában.
- szeptember 14. – Német támogatással Romániában a fasiszta Vasgárda államcsínyt hajt végre; Ion Antonescu „államvezér” (Conducător) lesz.[27]
- szeptember 14–18. – Sikertelen magyar–román tárgyalások Budapesten a két kisebbség jogairól. (Októberben a tengelyhatalmak vizsgálatát kérik.)
- szeptember 15. – Horthy Miklós ünnepélyesen bevonul Kolozsvárra.[5]
- szeptember 16. – Az afrikai fronton az olasz előrenyomulás Sidi Barrani elfoglalása után leáll. (Három hónapos szünet áll be.)
- szeptember 17. – Az Egyesült Államokban bevezetik az általános hadkötelezettséget, megkezdődnek az első sorozások.
- szeptember 20. – Budapesten gróf Károlyi Józsefné, Károlyi István és Földessy Géza megalakítja a németellenes, irodalmi Madách Színházat.
- szeptember 22. – Japán lerohanja Francia-Indokínát.
- szeptember 27. – Németország, Olaszország és Japán aláírja a háromhatalmi egyezményt.[29]

### Október
- október 3. – Angliában Chamberlain kilép a kormányból, Winston Churchill átalakítja kabinetjét.
- október 5. – Dekrétum a zsidó földbirtok államosításásáról Romániában.[30]
- október 6. – Romániában Erdély román területein a magyarokkal szembeni megtorlások kezdődnek. Ezzel párhuzamosan a magyar oldalon is atrocitásokra kerül sor, az ott maradó román lakossággal szemben. A helyzet elmérgesedik.
- október 8. – Német csapatok szállják meg Romániát.
- október 9. – London ismét megnyitja a burmai utat.
- október 12. – 
  - Német katonai misszió érkezik Romániába a román haderő átképzésére és az olajmezők biztosítására.[31]
  - Újabb kereskedelmi egyezmény Németország és Jugoszlávia között.[1]
- október 15. – Lluís Companys korábbi katalán elnököt a barcelonai Montjuic erdőben katonai összeesküvés vádjával kivégzik.[32]
- október 18. – Franciaországban életbe lép a zsidókra vonatkozó első törvény, amelynek értelmében a zsidónak minősülő személyeket kizárják a közhivatalok irányítói és adminisztratív munkáltatói helyeiről, a tisztikarból, az oktatásból, a sajtó, a film és a színház területeiről egyaránt. Rendeletben hatalmazza meg továbbá a törvény a helyi közigazgatási vezetőket, a külföldi zsidók internálásának megkezdéséről.
- október 19–23. – A Jugoszláv Kommunista Párt V. kongresszusa Zágrábban. (Teljessé válik a párt újjászervezése.)[1]
- október 24. – Az első zsidótörvényt Franciaországban bevezető Pétain kormányfő Montoire-ban találkozik Hitlerrel, és megállapodást ír alá a politikai együttműködésről.[33]
- október 25. – Olaszország egy légihadteste is részt vesz London esti bombázásában a német légierőnek nyújtott segítségül.
- október 28. – Olaszország ultimátumot ad Görögországnak, és megtámadja az ultimátum lejárta előtt.[34]
- október 29. – A brit kormány döntést hoz, amely szerint az angol légierő segítséget nyújt a megtámadott Görögországnak.

### November
- november 5. – Franklin D. Rooseveltet ismét az Egyesült Államok elnökévé választották.
- november 9–10. – Pusztító erejű földrengés Romániában.[35]
- november 11. – A kormányzó jelenlétében megnyitják a szegedi Horthy Miklós Tudományegyetemet.[5]
- november 12. – A román magánvállaltoknak el kell bocsátaniuk zsidó alkalmazottaikat. (Nem hajtják végre teljeskörűen.)
- november 14–15. – Német repülők terrorbombázást hajtanak végre Coventry ellen, amelyben közel 500 német bombázó vesz részt.
- november 20. – Magyarország csatlakozik a háromhatalmi egyezményhez.[36]
- november 21. – Romániában Andreas Schmidt vezetésével megalakul a Romániai Német Népcsoport (Deutsche Volksgruppe in Rumänien).[37]
- november 23. – Románia csatlakozik a tengelyhatalmakhoz.[37]
- november 24. – Szlovákia csatlakozik a tengelyhatalmakhoz.

### December
- december 9. – Az afrikai fronton a megerősödött brit csapatok támadásba mennek át az olasz hadsereggel szemben.
- december 12. – Aláírják a magyar–jugoszláv „örök barátsági szerződést”, amelyet Magyarország ezt négy hónappal később megszeg.[36]
- december 18. – A német legfelsőbb katonai vezetés jóváhagyja a Barbarossa hadművelet tervét, a Szovjetunió ellen indítandó háború tervét.[38]

### Határozatlan dátumú események
- az év eleje – Csehországban létrehozzák a polgári ellenállási szervezetek központi vezetését (csehül Ústřední vedení odboje domácího, ÚVOD). (A Gestapo sorra számolja fel a csehországi ellenállás szervezeteit.)[6]
- a tavasz folyamán –
  - Megszervezik a szlovákiai polgári ellenállást.[6]
  - Illegális lengyel hadsereget (ZWZ) hoznak létre, amely azonban nem foganatosít akciókat a németek ellen.[39]
- május – Hans Frank, a megszállt lengyel területek főkormányzója, az ún. ÁB-akcióban 3 ezer lengyel hazafit – főleg értelmiségieket – meggyilkoltat.[39]
- május–június – Szovjet-jugoszláv kereskedelmi és tengerhajózási egyezmények, a diplomáciai kapcsolatok felvétele.[1]
- június – A lengyel emigrációs kormány Londonba teszi át székhelyét.[39]
- július–augusztus – A Szovjetunióban megalakul a lengyel kommunisták ún. kezdeményező csoportja.[40]
- augusztus – Lluís Companys korábbi katalán elnököt Franciaországban elfogja a Gestapo, majd átadja a spanyol hatóságoknak.[32]
- az év folyamán – Magyarországon létrehozzák az Országos Nép- és Családvédelmi Alapot (ONCSA).[41]

## Az év témái

### 1940 az irodalomban
- Darvas József: Elindult szeptemberben – önéletrajzi jellegű regény
- Benjámin László: Tisztaság c. verse
- Gelléri Andor Endre: Villám és esti tűz – novelláskötet
- Herczeg Ferenc: A gótikus ház – önéletrajzi visszaemlékezés
- Kassák Lajos megírja A mérleg serpenyője c. Bartók-versét
- Móricz Zsigmond: Árvácska – regény
- Radnóti Miklós: Ikrek hava – önéletrajzi írása
- Veres Péter: Gyepsor – elbeszélésgyűjtemény
- Alekszandr Nyikolajevics Afinogenov: Másenyka (Masenka) magyar színpadon: Kisunokám – vígjáték
- Bertolt Brecht: Puntila úr és a szolgája, Matti (Herr Puntila und sein Knecht Matti) – színmű, bemutatva 1941-ben
- Dino Buzzati: A Tatárpuszta (Il deserto dei Tartari ) – regény
- Albert Camus: Közöny (L'Étranger) eredeti cím szerint: Az idegen – regény, 1942-ben jelenik meg
- Ilja Ehrenburg: Párizs bukása (Pagyenyije Parizsa) – regényes írás
- Arkagyij Petrovics Gajdar: Timur és csapata (Timur i jevo komada) – regény
- Henry Graham Greene: Hatalom és dicsőség (The power and the glory) – regény
- Jan de Hartog: Hollandia dicsősége (Holland's glorie) – regény
- Ernest Hemingway: Akiért a harang szól (For whom the bell tolls) – regény
- Arthur Koestler: Sötétség délben (Darkness at noon) – regény
- Stephen Butler Leacock: Kacajparédé (Laugh parade) – paródia
- Thomas Mann: Az elcserélt fejek / alcím: Egy indiai legenda (Die vertauschten Köpfe, Untertitel: Eine indische Legende)
- Seán O’Casey: Bíbor por (Purple dust) – dráma
- Dylan Thomas: Az író arcképe kölyökkutya korából (Portrait of the artist as a young dog) – önéletrajzi novella
- Prežihov Voranc: Doberdo (Doberdob) – regénye
- Richard Wright: Meghajszolt vad (Native Son) – regény

### 1940 a sportban
- A Ferencváros nyeri az NB1-et. Ez a klub 15. bajnoki címe.

### 1940 a vasúti közlekedésben
- január 15. – Átadják a Solt és Dunaföldvár közötti vasútvonalat.
- az ősz folyamán – Megkezdődik a Szeretfalva–Déda-vasútvonal építésének előkészítése.[42]

### 1940 a zenében
- május 13–14. – A Columbia hanglemezgyár felvételt készít Bartók Béla Kontrasztok című művéből, Benny Goodman, Szigeti József és Bartók Béla közreműködésével.[43]
- október 8. – Bartók Béla az Amerikai Egyesült Államokba emigrál.[44]

## Születések
- január 1. – Sáry László, magyar zeneszerző
- január 3. – Konkoly János műugró († 2018)
- január 4. – Brian David Josephson, angol fizikus
- január 4. – Kao Hszing-csien, Nobel-díjas kínai író
- január 4. – Helmut Jahn, német építész († 2021)
- január 15. – Géher István, költő, műfordító, egyetemi tanár († 2012)
- január 22. – John Hurt Oscar-díjas angol színész († 2017)
- január 23. – Werner Krämer német labdarúgó († 2010)
- január 25. – Jakabos Ödön romániai magyar író, utazó († 1979)
- február 4. – Kocsis Imre, Munkácsi-díjas festő- és grafikusművész, egyetemi tanár († 2015)
- február 4. – George A. Romero, amerikai-kanadai filmrendező († 2017)
- február 9. – John Maxwell Coetzee, Nobel-díjas dél-afrikai író
- február 19. – Saparmyrat Nyýazow, Türkmenisztán elnöke († 2006)
- február 20. – Czilczer Olga, magyar költő
- február 24. – Cs. Németh Lajos Aase-díjas magyar színész, szinkronszínész († 2023)
- március 9. – Pócsik Dénes, olimpiai bajnok magyar vízilabdázó († 2004)
- március 10. – Chuck Norris amerikai harcművész és színész
- március 17. – Popovits Zoltán, magyar-finn szobrászművész
- március 18. – Sinkó László, Kossuth-díjas magyar színész, a nemzet művésze († 2015)
- március 26. – James Caan amerikai színész († 2022)
- április 1. – Wangari Maathai, kenyai környezetvédő és politikus († 2011)
- április 9. – Kobajasi Kenicsiró japán karmester
- április 10. – Vitó Zoltán, magyar költő († 2011)
- április 11. – Rusorán Péter, olimpiai bajnok vízilabdázó, edző († 2012)
- április 15. – Vathy Zsuzsa, József Attila-díjas író, újságíró, szerkesztő († 2017)
- április 17. – Pere János, magyar dalénekes, előadóművész, magánénektanár
- április 25. – Al Pacino amerikai színész
- április 25. – Philippe Taquet francia paleontológus, a Francia Akadémia levelező tagja.
- április 26. – Giorgio Moroder, olasz zeneszerző, előadó, zenei producer
- május 7. – Kocsis István, József Attila-díjas magyar író
- május 9. – Fábián László, magyar író, költő, esztéta
- május 17. – Vitézy László Kossuth- és Balázs Béla-díjas magyar producer, forgatókönyvíró, filmrendező, érdemes és kiváló művész († 2024)
- május 21. – Pécsi Ildikó Kossuth-díjas magyar színművész és rendező († 2020)
- május 27. – Bakay Kornél, magyar régész, tanár, múzeumigazgató, politikus
- június 4. – Csomay Zsófia, magyar építész
- június 6. – Nagy Anna, Jászai Mari-díjas színésznő
- június 13. – Gojko Mitić, szerb származású német színész
- június 23. – Wilma Rudolph, futónő, a „fekete gazella” († 1994)
- július 5. – Tolnai Ottó, Kossuth-díjas író, költő, műfordító († 2025)[45]
- július 6. – Nurszultan Abisuli Nazarbajev, kazah elnök
- július 7. – Ringo Starr, brit zenész, a Beatles tagja
- július 13. – Patrick Stewart angol színész
- július 15. – Koncz Tibor, magyar zeneszerző, zongorista, dobos
- július 24. – Tamás Menyhért, Kossuth-díjas magyar költő, író, műfordító, a nemzet művésze († 2025)
- augusztus 7. – Bella István, Kossuth-díjas magyar költő († 2006)
- augusztus 7. – Domonkos István, József Attila-díjas magyar író, költő († 2024)
- augusztus 8. – Gregor József, Kossuth-díjas magyar operaénekes († 2006)
- augusztus 21. – Szemerédi Endre, magyar matematikus, Erdős Pál és Hajnal András tanítványa
- augusztus 25. – Konrád Sándor, vízilabdázó
- augusztus 25. – Vári Éva Kossuth-díjas magyar színművész
- augusztus 25. – Benkó Sándor Kossuth-díjas klarinétos, a Benkó Dixieland Band alapítója, zenei vezetője († 2015)
- szeptember 11. – Brian De Palma, amerikai filmrendező
- szeptember 12. – Linda Gray, amerikai színésznő
- szeptember 17. – Bán Ferenc, Kossuth-díjas magyar építész, a nemzet művésze
- szeptember 17. – Móna István, olimpiai bajnok magyar öttusázó († 2010)
- október 9. – John Lennon, angol zenész, énekes († 1980)
- október 18. – Kulcsár Győző,  négyszeres olimpiai bajnok magyar vívó, edző, a nemzet sportolója († 2018)
- október 23. – Pelé, háromszoros világbajnok brazil labdarúgó († 2022)
- október 26. – Jozef Stank, szlovák védelmi miniszter († 2005)
- október 27. – John Gotti,  amerikai gengszter  († 2002)
- november 1. – Kuti Gyula, magyar fizikus, az MTA tagja
- november 10. – Salvatore Basile, olasz színész, rendező, producer, statiszta
- november 21. – Dr. John, amerikai billentyűs († 2019)
- november 21. – Richard Marcinko amerikai tiszt, író († 2021)
- november 22. – Terry Gilliam, amerikai filmrendező, a Monty Python-csoport tagja
- november 22. – Szersén Gyula, Jászai Mari-díjas magyar színművész, szinkronszínész († 2021)
- november 25. – Percy Sledge, amerikai énekes († 2015)
- november 26. – Szomjas György, Kossuth- és Balázs Béla-díjas magyar filmrendező († 2021)
- november 27. – Bruce Lee, amerikai születésű kínai harcművész, színész († 1973)
- november 28. – Kalocsai Henrik távol- és hármasugró atléta († 2012)
- december 17. – Anna Prucnal, lengyel színésznő
- december 21. – Frank Zappa, amerikai gitáros, zeneszerző († 1993)
- december 21. – Gödölle István magyar okleveles villamosmérnök, jogász, magyar és európai szabadalmi ügyvivő

## Halálozások
- január 29. – Paul Klee, svájci festő, grafikus (* 1879)
- február 1. – Albert Andor, szobrászművész (* 1876)
- február 10. – Kenyeres Balázs igazságügyi orvos, hisztológus, az MTA tagja (* 1865)
- február 15. – Bothos Gyula magyar jogász, közigazgatási bíró, felsőházi tag (* 1873)
- március 3. – Hekler Antal, művészettörténész, régész (* 1882)
- március 10. – Mihail Afanaszjevics Bulgakov, orosz író (* 1891)
- március 29. – Terkán Lajos, csillagász, egyetemi docens (* 1877)
- május 21. – Mészáros Ervin, olimpiai bajnok vívó (* 1877)
- május 26. – Vilmos porosz herceg (* 1906)
- június 9. – Kernstok Károly, festőművész (* 1873)
- június 19. – Albert Reiß német tenor (* 1870)
- június 24. – Kerpely Kálmán agrármérnök, agrokémikus, növénynemesítő, az MTA tagja (* 1864)
- június 27. – Robert Pershing Wadlow, minden idők legmagasabb embere 272 cm (* 1918)
- június 28. – Italo Balbo olasz fasiszta politikus, légügyi miniszter (* 1896)
- június 30. – Vályi Lajos magyar ügyvéd, kormányfőtanácsos, országgyűlési képviselő (* 1895)
- július 5. – Preisz Hugó orvos, állatorvos, bakteriológus, az MTA tagja (* 1860)
- július 21. – Marczali Henrik történetíró, egyetemi tanár, az MTA levelező tagja (* 1856)
- július 28. – Kellner Gyula, olimpiai bronzérmes atléta (* 1871)
- augusztus 21. – Lev Davidovics Trockij, orosz újságíró, politikus, forradalmár (* 1879)
- augusztus 22. – Mary Vaux Walcott, amerikai természettudós, botanikus, festő, főleg a vadvirágokról készített akvarelljeiről vált híressé (* 1860)
- augusztus 25. – Pethő Sándor publicista, történész, a Magyar Nemzet főszerkesztője (1938–1940) (* 1885)
- augusztus 30. – Joseph John Thomson angol Nobel-díjas fizikus, az elektron felfedezője (* 1856)
- szeptember 1. – Feleky Sándor orvos, költő (* 1865)
- szeptember 14. – Pongrácz Lajos gyógyszerész, országgyűlési képviselő (* 1884)
- szeptember 15. – Nánássy Imre magyar ügyvéd, országgyűlési képviselő (* 1892).
- szeptember 24. – Iványi-Grünwald Béla festő (* 1867)
- október 26. – Károlyi Árpád történész, levéltáros, az MTA tagja (* 1853)
- november 7. – Pintér Jenő irodalomtörténész, az MTA tagja (* 1881)
- november 17. – Eric Gill brit szobrász, tipográfus, író (* 1882)
- november 26. – Harold Harmsworth brit sajtómágnás és politikus, az első Rothermere vikomt (* 1868)
- november 27. – Nicolae Iorga román író, politikus (* 1871)
- december 19. – Kyösti Kallio finn köztársasági elnök (* 1873)
- december 30. – Gjergj Fishta albán ferences szerzetes, pedagógus, költő, az albánok epikus hőskölteménye, a Lahuta e malcís szerzője (* 1871)

## Nobel-díjak
- 1940-ben a Nobel-bizottság egyetlen területen sem osztott díjat.